# منفس مائي حراري

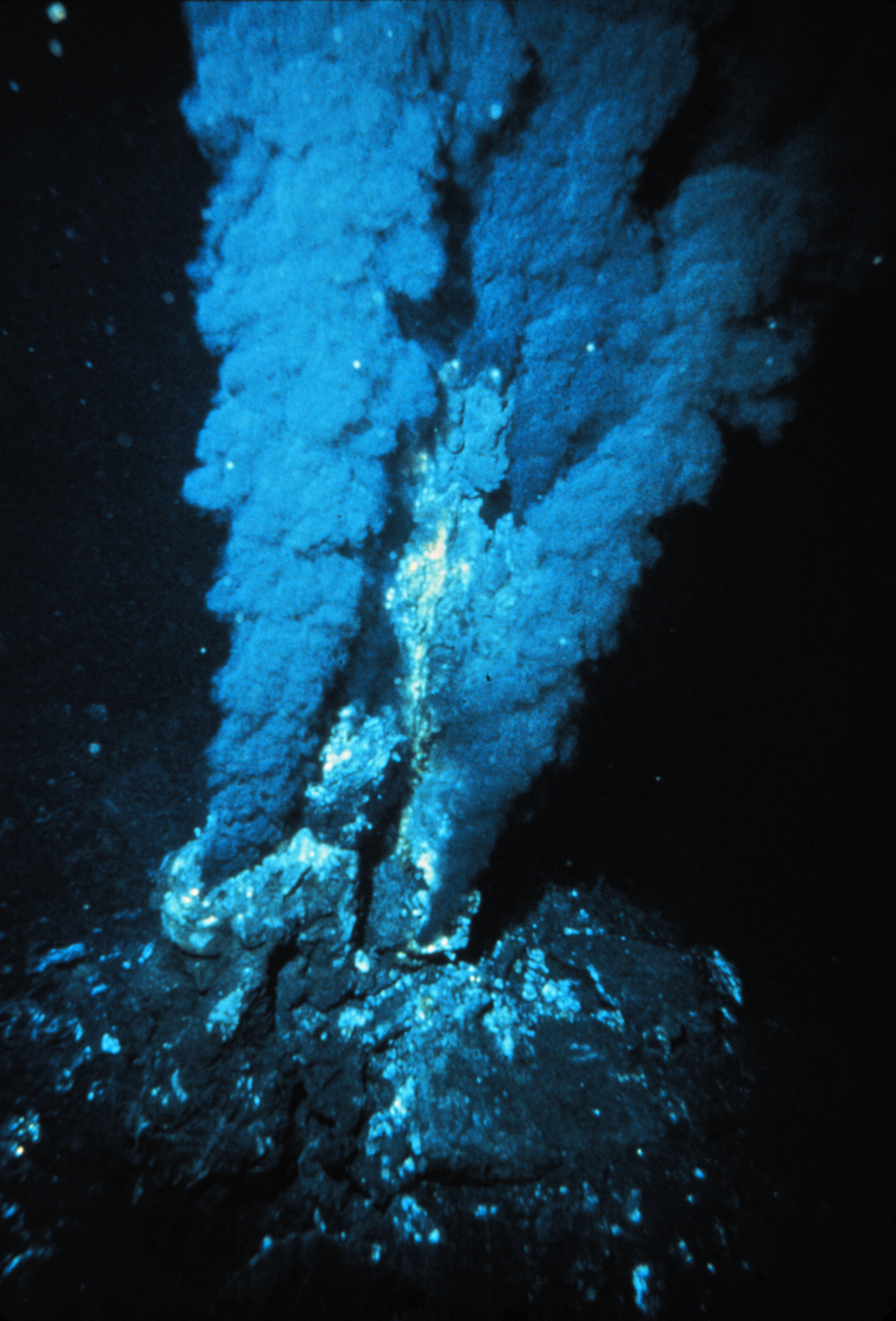
[المدخن الأسود]، أحد أنواع المنافس الحارة

المنفس الحرمائي أو الفوهة الحرمائية أو الفتحة الحرارية المائية ، هي فتحة تشبه المدخنة في قاع المحيط تنفث المياه المعدنية الحارة. وقد لاحظ العلماء المنافس الحارة لأول مرة عام 1977م في صدع جلاباجوس، وهي منطقة تقع في قاع المحيط الهادئ وتبعد نحو 1000كم غربي الإكوادور.
تتشكل المنافس الحرمائية عن عملية يطلق عليها الدورة الحرارية المائية. يزود مصدر للحرارة في باطن الأرض مثل الصخر الحار أو المنصهر هذه العملية بالطاقة اللازمة. وعندما تتسرب مياه البحر إلى قاع المحيط تصبح ساخنة، وتتفاعل كيميائيًا مع الصخور التي تمر من خلالها، وتتحول إلى سائل حمضي غني بالمعادن المذابة وغاز كبريتيد الهيدروجين.
يرتفع هذا السائل الحار إلى قاع البحر، ويتفرغ في المحيط عند درجة حرارة تصل إلى 400°م، وعندما يختلط السائل الحار بماء البحر البارد تتكون جسيمات الكبريتيد المعدنية. وتجعل هذه الجسيمات الماء أسود، ولذلك يطلق على المنافس الحارة في بعض الأحيان المُدخِّنات السوداء. تترسب الكبريتدات المعدنية مشكلة فتحة تشبه المدخنة، وتكون ترسبات معدنية غنية بالحديد والنحاس والزنك (الخارصين). وتعتبر مواقع الفتحات الحرارية المائية واحات للحياة تسكنها مخلوقات غريبة.

## الاستكشاف
في عام 1949، اكتشف مسح للمياه العميقة وجود مياه مالحة ساخنة في الأماكن الوسطى من البحر الأحمر. الاستقصاء اللاحق في الستينات أكد وجود تيارات مالحة درجة حرارتها 60°م ومرتبطة بطمي فلزي حديدي Metalloferrous muds. المحاليل الساخنة كانت تنبعث من فالق نشط تحت سطح البحر. سمة الملوحة العالية للمياه لم تشكل بيئة خصبة للعضيات الحية. التيارات المالحة والطمي المقترن بها هما حالياً قيد البحث كمصدر لاستخلاص الفلزات الثمينة والقاعدية.

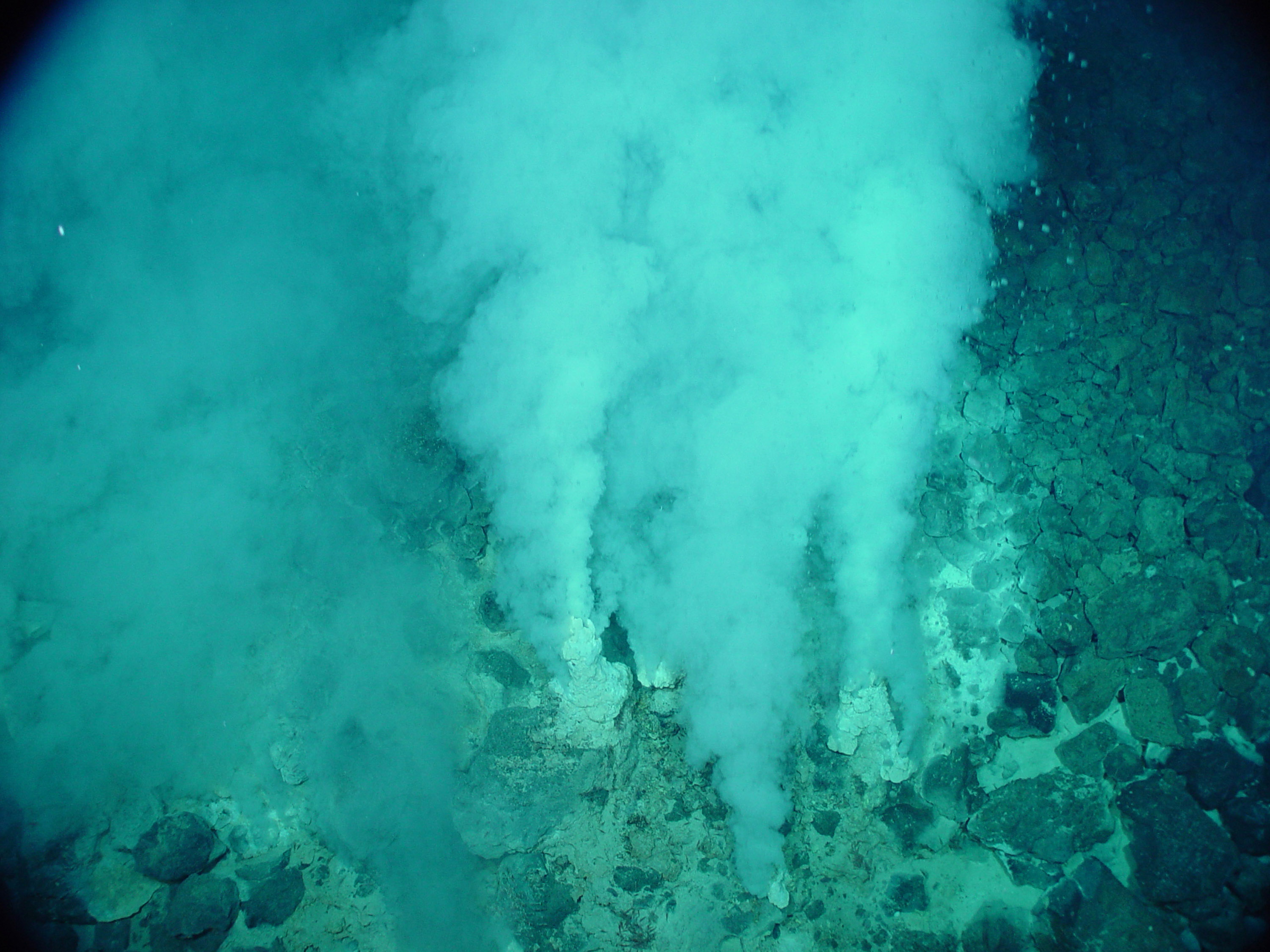
White smokers at Champagne Vent on دومينيكا.

في 19 شباط 1977 كان ”جون كورليس ـ John B. corlis” و”جون إدموند” أول من رأى في العالم من غواصة الأعماق "ألڤين" Alvin وعلى بعد 320 كيلومتراً للشمال الشرقي من فالق غالاباجوس (بالإنجليزية: Galapagos)‏، التي تشكل مهمازاً في مرتفع شرق الهادي، مصادر حرارة الأرض الجوفية على عمق 3000 متر. وفي مناطق قريبة من شقوق المحيطات، تتدفق من هذه المصادر مياه ساخنة تبلغ درجة حرارتها 250 درجة مئوية وتحتوي على معادن بدرجة كبيرة. وأمكن حتى الآن تحقيق ما يقرب من عشرين مصدراً من مصادر حرارة الأرض الجوفية تحت الماء في المحيط الهادي والمحيط الأطلنطي. وهي على هذا النحو تشكل واحداً من الاكتشافات الكبيرة في هذه السنوات الأخيرة.
الفوهة الحرمائية (بالإنجليزية: Hydrothermal vent)‏: هي شقوق في سطح الأرض يخرج منها ماء ساخن من باطن الأرض. توجد هذه الفوهات بشكل عام بجانب الأماكن النشطة بركانيًا حيث تتحرك الصفائح التكتونية، وأحواض المحيطات، النقاط الساخنة.
في 19 شباط 1977 كان ”جون كورليس ـ John B. corlis” و”جون إيدموند” أول من رأى في العالم من غواصة الأعماق ألفين ـ Alvin وعلى بعد 320 كيلومتراً للشمال الشرقي من جزر غالاباجوس ـ، مصادر حرارة الأرض الجوفية على عمق 3000 متر.
وفي مناطق قريبة من شقوق المحيطات، تتدفق من هذه المصادر مياه ساخنة تبلغ درجة حرارتها 250 درجة مئوية وتحتوي على معادن بدرجة كبيرة. وأمكن حتى الآن تحقيق ما يقرب من عشرين مصدراً من مصادر حرارة الأرض الجوفية تحت الماء في المحيط الهادي والمحيط الأطلنطي. وهي على هذا النحو تشكل واحداً من الاكتشافات الكبيرة في هذه السنوات الأخيرة.
علماء بريطانيون يعثرون على العالم المفقود لأنواع غير معروفة على عمق 8000 قدم في قاع البحر أسفل القطب الجنوبي—بقيت على قيد الحياة رغم البراكين.

## مواصفاتها
يخرج من المدخنات ماء وغازات غنية بالسلفيد وأملاح أخرى ذائبة للحديد والمنجنيز والنحاس والزنك. ساخنة، تخرج من الفوهات عند نحو 400 درجة مئوية في بعض الحالات،
وتقابل تلك المياه المعدنية الساخنة بماء قيعان البحر الذي تبلغ درجة حرارته 2 درجة مئوية، فعندما تنخفض حرارتها يترسب منها معادن تكوّن فوهات قمعية وتتصاعد منها أدخنة في الماء.
إذا كانت ترسيبات الادخنة غنية بأملاح الحديد، مثل البايريت، فتكون الأدخنة رمادية سوداء، وإذا كانت الأدخنة غنية بمركبات كبريتية (مثل أنهايدريت والجبس) أو ديوكسيد السيليكون فتكون الأدخنة بيضاء.

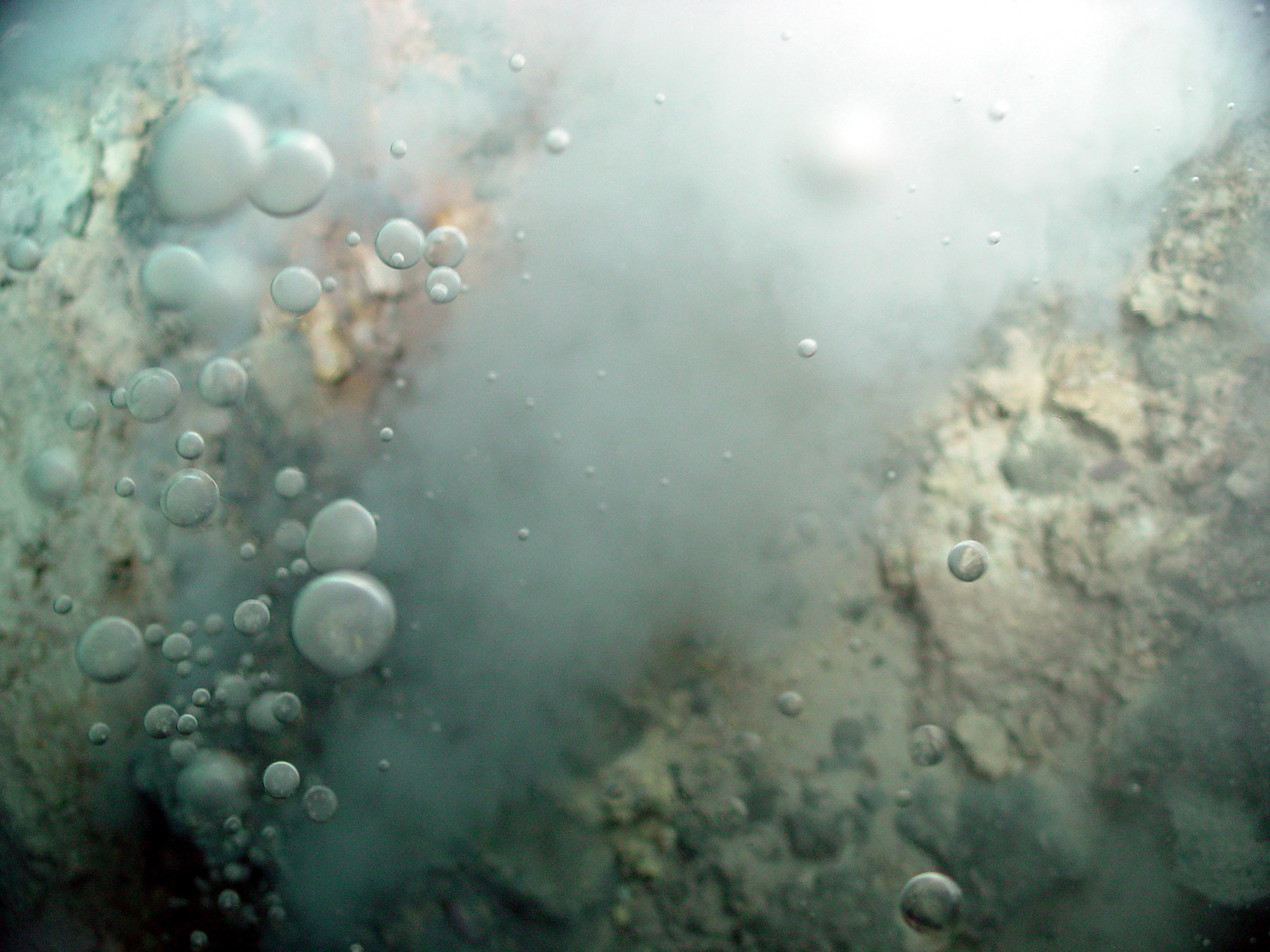
فقاقيع تخرج من فوهة بركان "أيفوكو" باليابان ، من مدخنة بيضاء

تبلغ أعلى درجة حرارة تم قياسها للمتنفسات السوداء من 298 إلى 464 لفوهة تو بوتس Two Boats وفوهة الأخت Sister Peaks في قاع المحيط الأطلسي على عمق نحو 3000 متر.
ويصل ارتفاع فوهة المتنفسات السوداء من 20 إلى 25 متر في المتوسط. كما يمكن أن يصل ارتفاع مداخن ذات تركيبات أخرى إلى نحو 60 متر، مثل الحقل المائي الحراري «لوست سيتي» في قاع المحيط الأطلنسي (بواقع عام 2001).

## المدخنات كبيئة حيوية

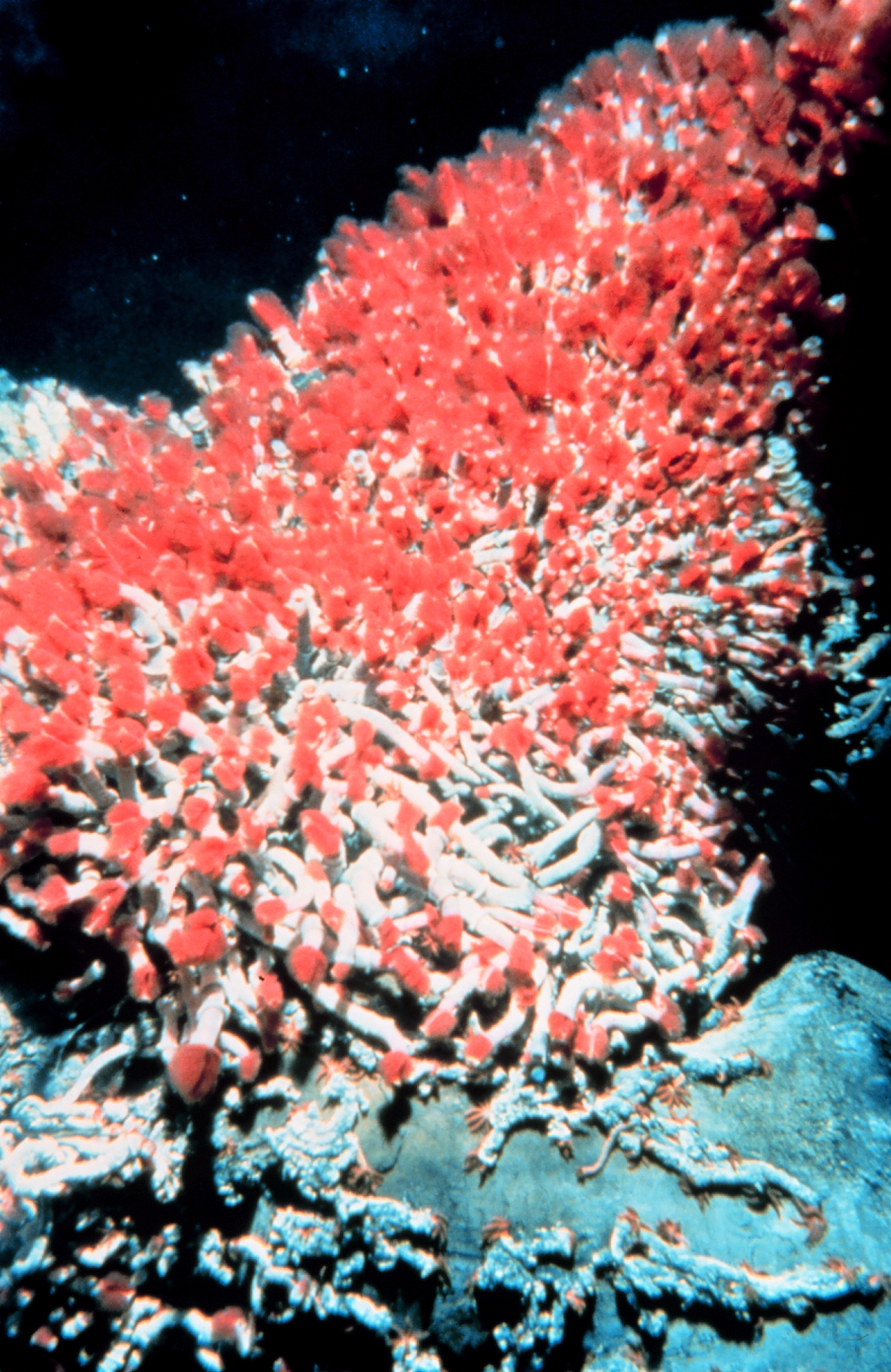
مستعمرات „يرقات أنبوبية “ على قاعدة مدخنة سوداء.

تمثل فوهات المياه الحرارية وما يحيطها أماكنا لبيئة حيوية تعيش عليها أحياء من أنواع خاصة. والعامل الرئيسي في تغذية تلك البيئات الحيوية هو التمثيل الكيميائي لبكتيريا نشطة و«اركية» التي تستغل أكسدة كبريتيد الهيدروجين وحرارة تلك المدخنات لتكوين مركبات عضوية من مواد غير عضوية، ومن ضمنها استغلال ثاني أكسيد الكربون كمصدر للكربون في تكوين مركبات.
اكتشفت بكتيريا من نوع بكتيريا الكبريت الخضراء على عمق 2.500 متر في شرق المحيط الهادي، تقوم بتمثيل ضوئي مع كبريتيد الهيدروجين أو الكبريت كمادة اختزال من دون الأكسجين. لا تصل أشعة الشمس إلى البكتيريا في تلك الأعماق. ولكنها تستغل الأشعة تحت الحمراء الصادرة من المدخنات المائية الحرارية عن طريق «كلوروسوماتها» الحساسة للضوء في تمثيلها الضوئي.
كما يسكن في تلك البيئات الحيوية أنواع من الجمبري العنكبوتي ليست له أعين، ويرقات وأنواع من الصدفيات ونجمة البحر. لا يوجد لهذه اليرقات التي تسمى «يرقات اللحى» جهازا للهضم، وإنما تحصل على غذائها من بكتيريا تكوّن معها «مشاركة حياتية». تلك البكتيريا تعيش في أعضاء يرقات اللحى الغنية بالدم، وتحصل منها اليرقات على ما تنتجه تلك البكتيريا من مواد عضوية مباشرة.
تكون امثال تلك الحقول للمياه الساخنة الحرارية نشطة لمدة نحو 20 عامًا. ثم تسد المواد المعدنية الخارجة من فوهاتها الأنابيب والمدخنات. وبذلك تموت أيضا الأحياء التي عاشت عليها. ولا يزال غير معروف كيف تنشأ مدخنات جديدة تعيش عليها أحياء.
توجد حاليا نظريتان عن تكوين مدخنات جديدة وبيئات حيوية، ولكنها لا تزال تحت البحث:
1. تبيض الحيوانات في المياه القريبة من المدخنات وتنتشر مع جريان مياه البحر إلى مناطق بعيدة. وعندما تصل إحدى البيضات إلى فوهة مائية حرارية تكون الحياة عليها مناسبة فهي تنمو ويخرج منها يرقة.
2. أن في استطاعة الحيوانات العائشة على المدخنات الانتقال من فوهة إلى فوهة، كما يمكن أن تكون جثث الحيتان الميتة بيئة حيوية تغذي متنفسات سوداء.

لا تزال بحوث كيفية تكون البيئات الحيوية محل البحث، وهي تجرى على الواقع في قيعان البحار.
يهتم الناس بالفوهات المائية الحرارية السوداء ليس فقط لاسباب بيئية ولكن أيضا لاستغلالها كمصدر لخامات المعادن. ويخشى من أن تكون كثرة استغلالها في استخراج معادن مثل الذهب وبعض المعادن اللونية أن تفسد حيوية تلك المناطق. وقد أصدرت حكومة الأزور مرسوما في عام 2002 باعتبار حقلي «لاكي سترايك» و«مينيز جوين» مناطق محميات بحرية.

## افتراض نشأة الحياة في المدخنات

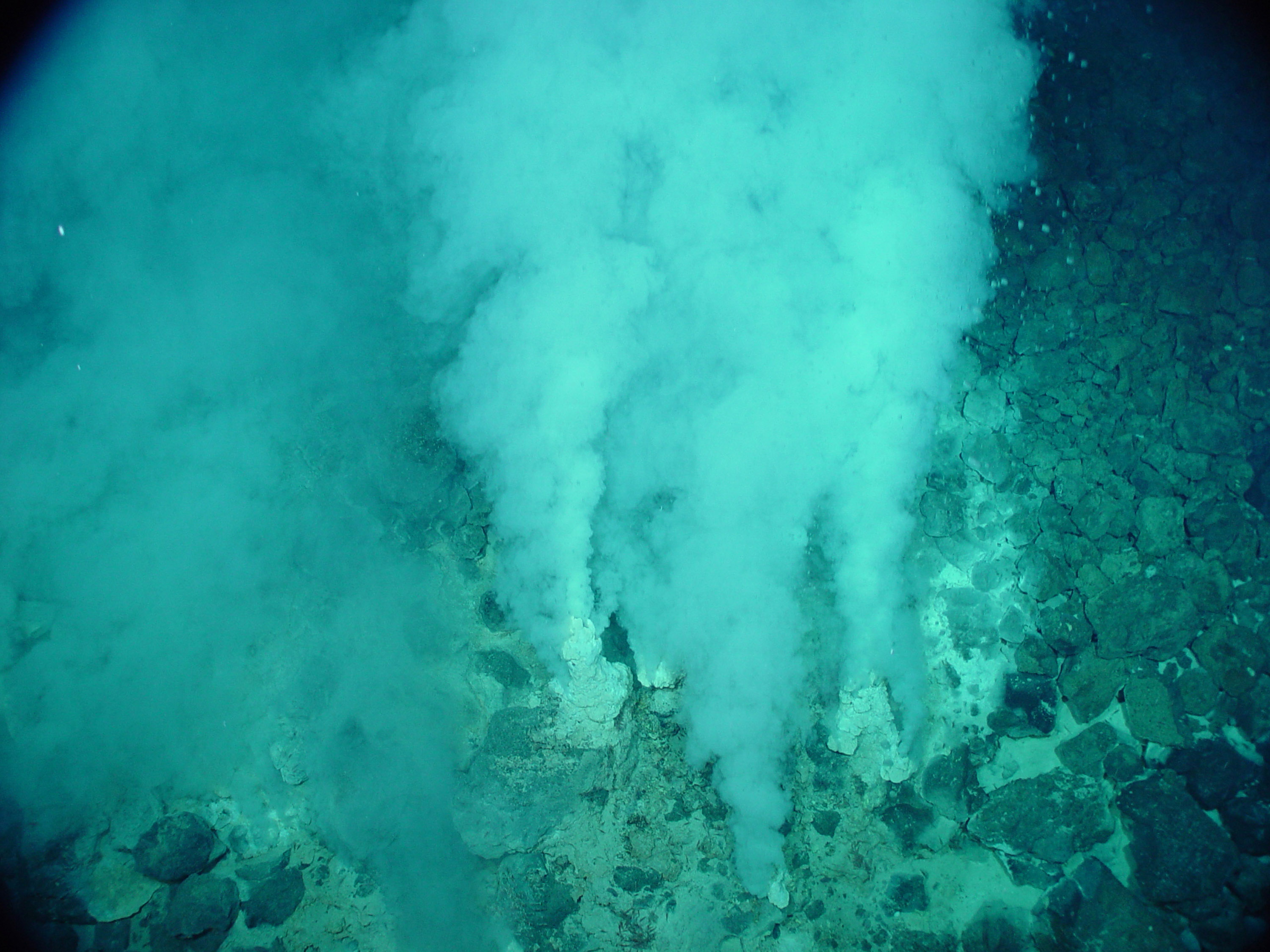
مدخنة بيضاء تخرج ثاني اكسيد الكربون سائل في فوهة شامبان ، شرق غرب بركان أيفوكو.

تماثل الظروف البيئية التي تسود في الحقول المائية الحرارية في أعماق المحيطات بالقرب من الفوهات المائية الحرارية الظروف التي كانت عليها الأرض في الدهور القديمة التي يرى فيها علماء الجيولوجيا الحيوية نشأة للحياة على الأرض. براكين مرتفعة الحرارة وضغوط عالية، ضوء شمس ضعيف، وتركيز عالي لمحاليل معدنية جعلت علماء مثل «جونتر واخترهويزر» يميلون إلى فكرة أن المدخنات السوداء لها دور في تطور الحياة على الأرض.
وقد حللت جينات البكتيريا النشطة والعتائق (أركيان) التي تقوم بانتاج مركبات كيميائية عند المدخنات المائية الحرارية، وهي تشير إلى ذلك. يلعب دورا في ذلك أنها لا تحتاج إلى الهواء أو الأكسجين في طريقة حياتها، وفي استطاعتها اكتساب الطاقة من دون الاحتياج لضوء الشمس، وكذلك بيئتها التي يرى فيها بعض الباحثون أنها تماثل ظروف الحياة على الأرض في الدهور السحيقة القديمة. ويتوقع بعض علماء الأحياء وجود حياة مماثلة لها على أقمار للكواكب الغازية، مثل قمر المشتري أوروبا حيث يعتقد في وجود محيط ماء تحت طبقة الجليد التي تغطي هذا التابع والذي قد يحتوي في العمق على فوهات مائية حرارية.
كائنات أخرى تعيش على الفوهات المائية الحرارية مثل تلك التي تعيش في الأنابيب الطويلة لديدان اللحية وديدان بومبي ذات أعضاء هضم مختزلة، أو صدفيات مثل كاليبتوجينا ماجنيفيكا Calyptogena magnifica
التي تتعايش مع بكتيريا الكبريت، فهي أنواع كائنات متوافقة بصفة خاصة وتبدو أنها ناتجة عن عملية تطور طويل الأمد.
اقترح «كونتر واخترهويزر» نظرية عالم الحديد والكبريت وهي تقول أنه ربما كانت الحياة قد بدأت على فوهات مائية حرارية. وافتراض واخترهويزر أنه ربما أن يكون نوع من التغير العضوي قد سبق البنية الجينية. ويعني بالتغير العضوي دورة تفاعلات كيميائية تصدر طاقة في هيئة يمكن أن تتواصل في عمليات أخرى.
واقترح أنه ربما تم تركيب حمض الأمين في أماكن عميقة من قشرة الأرض، ان تلك الأحماض الأمينية قد تراكمت بواسطة ما تخرجه الفوهات المائية الحرارية في مياه باردة، حيث درجات حرارة منخفضة وطمي يحتوي على معادن مما يكون قد أدى إلى وجود ببتيد وخلايا بدائية.
هذا الافتراض ربما كان جذابا نظرا لكثرة تواجد الميثان والأمونيا في مناطق الفوهات المائية الحرارية، وهي ظروف لم تكن موجودة في الغلاف الجوي القديم. ولكن نقطة الضعف في هذا الافتراض هو أن استقرار المواد العضوية ليس مكفولا في درجات حرارة عالية، ولهذا يعتقد البعض أن الحياة ربما نشأت خارج تلك المناطق ذات الحرارة العالية. وتوجد أنواع من الأحياء مثل «إكستريموفيل» وميكروبات أخرى تعيش حول فوهات مائية حرارية، مما يجعل تلك الافتراضات شيئا محتملا.
وقد أدى اكتشاف المدخنات السوداء وما ينتمي إليها من بيئة خاصة وأنواع أحياء تعيش عليها إلى مناقشات عميقة بين الباحثين ويقوم علماء في تخصصات متعددة، وعلى الأخص علوم البحار والجيولوجيا، وكذلك علماء الجينات، وعلم الأحياء الميكروبي وعلم الأحياء والعلوم الطبية بأبحات في تلك المجالات.

## تجمعات حيوية في قاع البحر

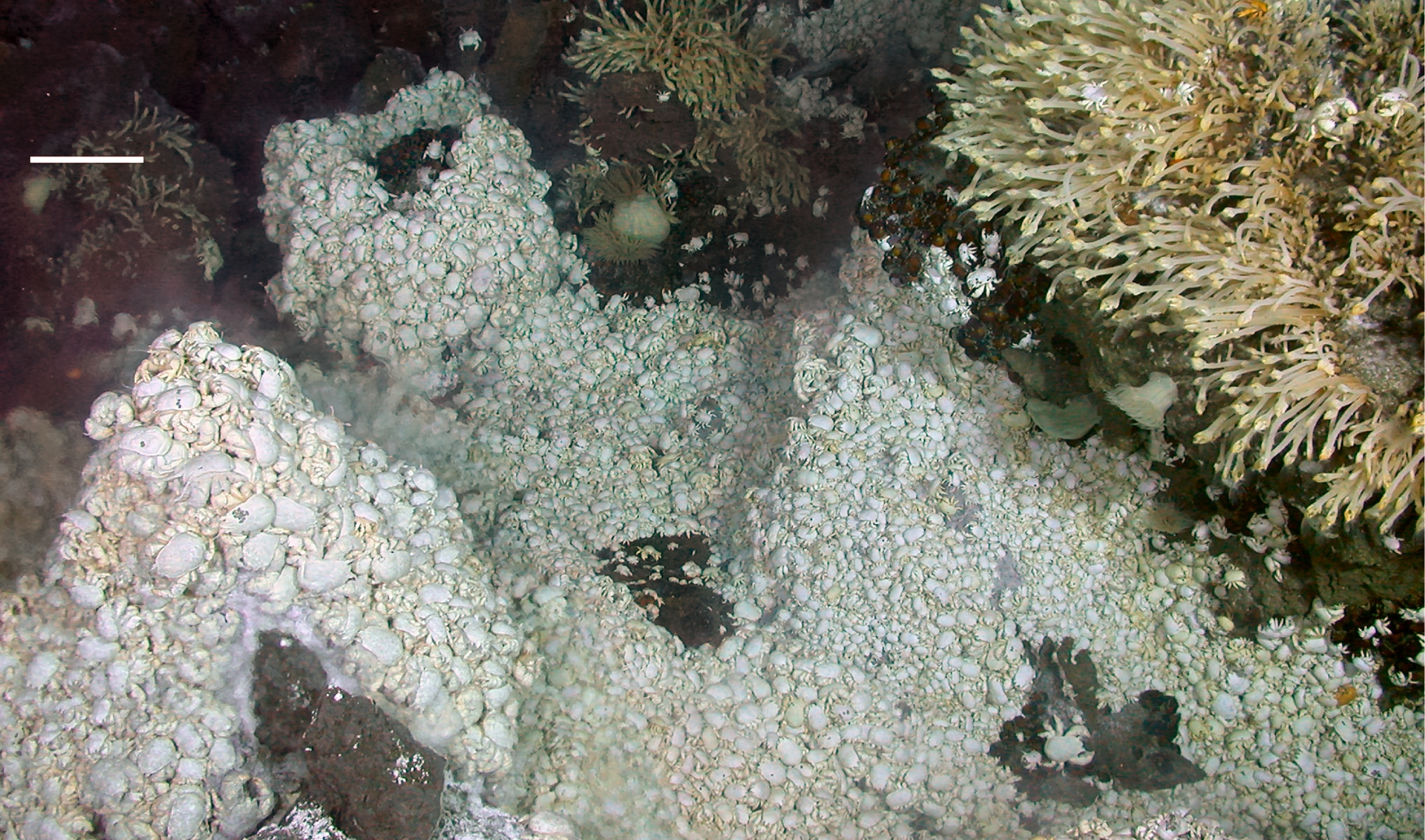
بعض الفوهات تحيطه أحياء بدائية.

بينما تبدو الحياة معتمدة على طاقة الشمس إلا أنه توجد في أعماق المحيطات أحياء لا تصلها أشعة الشمس. بالتالي تعتمد تلك الأحياء في غذائها على رواسب كيميائية ومحاليل حرارية في بيئتها. كان علماء البحار في الماضي يعتقدون أن الأحياء التي تعيش على الفوهات المائية الحرارية تعتمد على «جليد بحري»، ولكن ذلك يجعلهم محتاجون إلى أشعة الشمس. تنتشر في قاع البحار مناطق لفوهات مائية حرارية تحتوي على كائنات حية أكثر من تلك التي تعيش على الجليد البحري 10,000 إلى 100,000 مرة.
تستطيع أحياء الفوهات المائية الحرارية شغل هذا الانتشار الحيوي الكبير بسبب أن تلك الاحياء تعتمد على بكتيريا تكون مركبات كيميائية بما يعرف «بالتمثيل الكيميائي» ليناسب معيشتها. نجد ان الماء في الفوهات المائية الحرارية غني بمواد معدنية ذائبة وهي الأساس الذي تعيش عليه تلك البكتيريا. تستخدم تلك البكتيريا (وتسمى خضربيات) مركبات الكبريت، وعلى الأخص كبريتيد الهيدروجين، وهو مادة سامة لمعظم الأحياء، ولكنها تستخدمه لانتاج مواد عضوية عن طريق التمثيل الكيميائي.
وتعتمد تلك البيئة الحيوية على استمرار وجود حقول الفوهات المائية الحرارية كمصدر للطاقة، وهذا يختلف تماما عن الحياة فوق سطح الأرض التي تعتمد على الطاقة الشمسية . وبينما نعرف ان تلك التجمعات لا تعتمد في معيشتها على الشمس إلا أنه يوجد منها ما يعيش على الأكسجين ومنها مالا يحتاج إلى الأكسجين.
تنشأ البكتيريا التي باستطاعتها التمثيل الكيميائي في وسط كثيف يجذب كائنات أخرى، مثل «أمفيبودا» و«كوبود» التي تتغذى على تلك البكتريا. كما تجتذب أحياء أكبر من ذلك مثل الجمبري والديدان الأنبوبية واسماك واخطبوطات، تعتمد من غذائها على بعض كما تعيش على البكتيريا . ومعظم عائلات الكائنات التي تعيش على فوهات مائية حرارية في قاع البحر هي «أنيليد» و«بوجونوفوران» و«جاستروبود» و«كروستاسيان» وجمبري من دون أعين، وهي جميعها أحياء كبيرة وليست بكتيريا.
تكون الديدان الأنبوبية - التي يصل طولها إلى مترين - جزءا كبيرا من مستعمرات الأحياء حول الفوهات المائية الحرارية . وليس لها فم أو أعضاء هضم ولكنها تمتص الغذاء الذي تكونه بكتيريا تعيش في داخلها . تحتوي الديدان الأنبوبية على حبيبات حمراء تحتوي على هيموجلوبين. ويتحد الهيموجلوبين مع سلفيد الهيدروجين وينقله إلى البكتريا التي تعيش في أحشاء الديدان الأنبوبية .وتغذي البكتيريا وتمده بمركبات الكربون . وقد اكتشفت مستعمرة حيوية تسمى إيل ستي أو «مدينة ثعبان السمك» يغلب فيها تواجد ثعابين السمك . وتقع «مدينة ثعابين السمك» بالقرب من فوهة بركان نافونوا، سموا الأمريكية.
مثال آخر عن تلك الأحياء الغريبة التي تعيش في مثل تلك البيئة هو الجاستروبود Crysomallon squamiferum، وهو نوع من القواقع له أقدام مقواة بمواد عضوية وحديد، وكذلك ديدان بومبي Alvinella pompejana، التي تستطيع تحمل درجات حرارة تصل إلى 80 درجة مئوية.
بينما كان عدد أنواع الجاستروبودا المعروفة لنا في 1993 نحو 100 نوع، وكلها تعيش بالقرب من فوهات مائية حرارية،  فقد اكتشفت حتى الآن نحو 300 نوع أخر يعيش على المدخنات السوداء.
وكثير من تلك الانواع تعتبر متآخية "sister species"، ونجدها مشابهة لأنواع توجد في مناطق بعيده عن بعضها البعض جغرافيا . ويعتقد أنه قبل انزياح صفيحة أمريكا الشمالية كان وسط المحيط مكون من وسط حيوي كبير في منطقة شرق المحيط الهادي.
وبعد انعزال القارة بدأ تطور الكائنات واختلفت عن بعضها البعض باختلاف مواقعها وبيئتها . وتظهر امثلة على تغير التطور بين الفوهات المائية الحرارية وهي تؤيد نظرية البقاء للاصلح ونظرية التطور.

Deep-sea vent بيوجيوكيمياء cycle diagram

ومع أن الحياة نادرة في تلك الأعماق، فتعتبر المدخنات السوداء هي مراكز تلك البيئات . لا تصلها أشعة الشمس، وتقوم أحياء فيها مثل أركيا و«أكستريموفيل» بتحويل الميثان والكبريت وما تصدره الفوهات من حرارة إلى ما يسمى «تمثيل كيميائي» - أي تكوين مركبات كيميائية . كما تتغذى بعض الأحياء المعقدة مثل «كالم» والديدان الأنبوبية الكبيرة بتلك الكائنات الميكروبية . وتقوم تلك الكائنات الميكروبية بترسيب المعادن والمركبات الكيميائية في قواعد الفوهات المائية الحرارية للمدخنات السوداء، وبذلك تتم الدورة الحياتية لكائنات هذه البيئة .
كما اكتشفت بكتيريا تعمل نوعا من التمثيل الضوئي وهي تعيش بالقرب من مدخنة سوداء عند ساحل المكسيك على عمق نحو 2.500 متر . لا تصلها أشعة الشمس على هذا العمق، ولكنها نوع من بكتيريا كبريت أخضر وتستغل الضياء الضعيف الذي تنتجه المدخنة السوداء في تمثيلها الغذائي . وهي أول كائن حي يكتشف في الطبيعة يستغل ضوءا غير أشعة الشمس في تمثيله الضوئي.